# Az 1952. évi téli olimpia magyarországi résztvevőinek listája
Az 1952. évi téli olimpiai játékokon a magyar csapat tagjaként 8 férfi és 4 női sportoló vett részt. Az olimpia műsorán szereplő nyolc sportág ill. szakág közül négyben indult magyar versenyző. A magyarországi résztvevők száma az egyes sportágakban ill. szakágakban a következő (zárójelben a magyar indulókkal rendezett versenyszámok száma, kiemelve az egyes oszlopokban előforduló legmagasabb érték, vagy értékek):
| Sportág, szakág    | Helyezések száma | Helyezések száma | Helyezések száma | Helyezések száma | Helyezések száma | Helyezések száma | Olimpiai pont | Magyar résztvevő | Magyar résztvevő | Magyar résztvevő |
| Sportág, szakág    | 1.               | 2.               | 3.               | 4.               | 5.               | 6.               | Olimpiai pont | Férfi            | Nő               | Össz.            |
| alpesisí (4)       | 0                | 0                | 0                | 0                | 0                | 0                | 0             | 1                | 1                | 2                |
| gyorskorcsolya (4) | 0                | 0                | 0                | 0                | 0                | 0                | 0             | 2                | 0                | 2                |
| műkorcsolya (3)    | 0                | 0                | 1                | 0                | 0                | 0                | 4             | 3                | 3                | 6                |
| sífutás (2)        | 0                | 0                | 0                | 0                | 0                | 0                | 0             | 2                | 0                | 2                |
|                    |                  |                  |                  |                  |                  |                  |               |                  |                  |                  |
| Összesen           | 0                | 0                | 1                | 0                | 0                | 0                | 4             | 8                | 4                | 12               |

## ABC-rendi bontás
A következő táblázat ABC-rendben sorolja fel azokat a magyarországi sportolókat, akik az olimpián részt vettek. Lásd még: sportágankénti ill. szakágankénti bontás.
| Ábécé szerinti tartalomjegyzék                                                                           |
| --- |
| A, Á B C Cs D Dz Dzs E, É F G Gy H I, Í J K L Ly M N Ny O, Ó Ö, Ő P Q R S Sz T Ty U, Ú Ü, Ű V W X Y Z Zs |

| Sportoló | Sportág, szakág | Versenyszám | Helyezés (elért eredmény) |

## B
| Berecz Ignác | sífutás | 50 km | 31. hely (4:46.23) |

## C
| Czakó György | műkorcsolya | férfi egyéni | 12. hely |

## J
| Jurek Eszter | műkorcsolya | női egyéni | 23. hely |

## L
| Lőrincz Ferenc | gyorskorcsolya | 500 m  | 28. hely (46,1)   |
| Lőrincz Ferenc | gyorskorcsolya | 1500 m | 10. hely (2:23,7) |
| Lőrincz Ferenc | gyorskorcsolya | 5000 m | 21. hely (8:51,2) |

## M
| Merényi József | gyorskorcsolya | 500 m    | 32. hely (46,7)    |
| Merényi József | gyorskorcsolya | 1500 m   | 21. hely (2:26,1)  |
| Merényi József | gyorskorcsolya | 5000 m   | 21. hely (8:56,6)  |
| Merényi József | gyorskorcsolya | 10 000 m | 17. hely (18:09,0) |

## N
| Nagy László   | műkorcsolya | páros | Bronz |
| Nagy Marianna | műkorcsolya | páros | Bronz |

## P
| Piroska József | alpesisí | férfi műlesiklás       | 78. hely          |
| Piroska József | alpesisí | férfi óriás-műlesiklás | 79. hely (3:39,3) |

## S
| Sajgó Pál | sífutás | 18 km | 53. hely (1:13.25) |
| Sajgó Pál | sífutás | 50 km | 27. hely (4:38.37) |

## Sz
| Szendrődi-Kővári Ildikó | alpesisí    | női műlesiklás       | 30. hely (2:30,3) |
| Szendrődi-Kővári Ildikó | alpesisí    | női óriás-műlesiklás | 37. hely (2:41,7) |
| Szöllősi Éva            | műkorcsolya | páros                | 10. hely          |

## V
| Vida Gábor | műkorcsolya | páros | 10. hely |

## Sportágankénti ill. szakágankénti bontás
A következő táblázat sportáganként sorolja fel azokat a magyarországi sportolókat, akik az olimpián részt vettek. Lásd még: ABC-rendi bontás.
| Alpesisí | Gyorskorcsolya | Műkorcsolya | Sífutás |

| Versenyszám | Sportoló | Helyezés (elért eredmény) |

## Alpesisí
| férfi műlesiklás       | Piroska József          | 78. hely          |
| férfi óriás-műlesiklás | Piroska József          | 79. hely (3:39,3) |
| női műlesiklás         | Szendrődi-Kővári Ildikó | 30. hely (2:30,3) |
| női óriás-műlesiklás   | Szendrődi-Kővári Ildikó | 37. hely (2:41,7) |

## Gyorskorcsolya
| 500 m    | Lőrincz Ferenc | 28. hely (46,1)    |
| 500 m    | Merényi József | 32. hely (46,7)    |
| 1500 m   | Lőrincz Ferenc | 10. hely (2:23,7)  |
| 1500 m   | Merényi József | 21. hely (2:26,1)  |
| 5000 m   | Lőrincz Ferenc | 21. hely (8:51,2)  |
| 5000 m   | Merényi József | 21. hely (8:56,6)  |
| 10 000 m | Merényi József | 17. hely (18:09,0) |

## Műkorcsolya
| férfi egyéni | Czakó György  | 12. hely |
| női egyéni   | Jurek Eszter  | 23. hely |
| páros        | Nagy László   | Bronz    |
| páros        | Nagy Marianna | Bronz    |
| páros        | Szöllősi Éva  | 10. hely |
| páros        | Vida Gábor    | 10. hely |

## Sífutás
| 18 km | Sajgó Pál    | 53. hely (1:13.25) |
| 50 km | Berecz Ignác | 31. hely (4:46.23) |
| 50 km | Sajgó Pál    | 27. hely (4:38.37) |